# Palmach

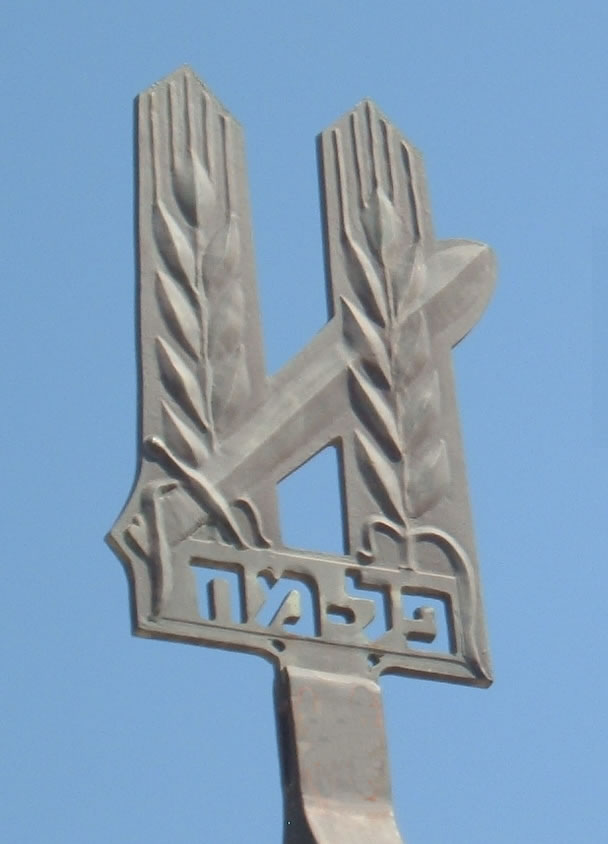
Insignie Palmachu

Palmach (hebrejsky פלמ״ח‎, akronym pro Plugot machac, hebrejsky פלוגות מחץ‎) byly elitní úderné jednotky, součást Hagany a neoficiální armáda židovské komunity (jišuv) v Palestině během britského mandátu. Palmach byla založena 15. května 1941 a do začlenění do Izraelských obranných sil v roce 1948 měla velikost tří bojových brigád. Její součástí byly dále pomocné jednotky a jednotky zpravodajství. Být palmachnikem (příslušníkem Palmachu) nebylo chápáno jen jako plnění vojenských povinností, ale i jako způsob života. Z řad Palmach vyšli pozdější významné osobnost Izraele, např. Jicchak Sade, Jigal Alon, Jicchak Rabin či Moše Dajan.

## Historie
Palmach byla založena britským armádním velením a Haganou 15. května 1941 za účelem pomoci britským jednotkám chránit Palestinu před hrozbou ze strany nacistického Německa.
Po spojeneckém vítězství u El Alameinu v roce 1943 Britové nařídili rozpuštění Palmach. Celá organizace místo toho přešla do ilegality.
Se zákazem činnosti z britské strany přišel ale i konec financování činnosti Palmach. Proto byl přijat návrh na začlenění příslušníků Palmach do systému kibuců. Princip spočíval v samozásobování, tedy v tom, že každý kibuc by přijal mezi sebe četu příslušníků Palmach a pro tu by zabezpečil ubytování, jídlo a další potřeby. Četa na oplátku zajišťovala ochranu kibucu a zároveň se její příslušníci zapojovali do zemědělských prací. Každý palmachnik byl každý měsíc povinen odpracovat 14 dní, osm dní prodělával vojenský výcvik a sedm dní měl volno. Do praxe byl návrh uveden v srpnu 1942. Nespornými výhodami tohoto systému bylo, že tak byla udržovaná nezávislá a snadno zmobilizovatelná armáda, kterou bylo velmi obtížné sledovat. Navíc se objevil nesporný finanční efekt, prací si příslušníci Palmach dokázali zajistit až 80 % výdajů. Takto ušetřené peníze mohla Hagana využít pro výcvik a nákup zbraní. Zároveň se usnadnil odvod lidí z kibuců a mošav. Příslušníci Palmach byli v kibucech také vzděláváni v ideálech sionismu.
Později bylo odsouhlaseno, že vojenský výcvik prodělají všechny osoby ve věku 18–20 let. Díky tomu se počet příslušníků Palmach zvedl.
Po založení Izraelských obranných sil byla Palmach reorganizována do dvou brigád v rámci IOS; do Negevské brigády a Jiftašské brigády.

## Vojenský výcvik
Základní výcvikobsahoval fyzickou přípravu, výcvik v osobních soubojích, ovládání ručních zbraní, základní námořní trénink, topografii, první pomoc a týmovou spolupráci.
Pokročilý výcvikzahrnoval sabotáže a výbušniny, průzkum, odstřelování, radiokomunikace, lehký a těžký kulomet a minomety. Do výcviku byly zahrnuty také dlouhé pochody.
Velitelský výcvikv Palmach kladl důraz především na osobní iniciativu a nezávislost budoucích velitelů. Do velitelských kurzů Palmach byli posíláni i adepti z Hagany a takto vycvičení velitelé se stali páteří Hagany a později Izraelských obranných sil.

## Bojové nasazení
V počátcích Palmachu během druhé světové války jeho příslušníci pomáhali jednotkám Velké Británie bránit Palestinu proti armádě nacistického Německa. Zároveň se podíleli na plánování spojenecké invaze do Sýrie a Libanonu a vedli boje s jednotkami vichistické Francie. Někteří příslušníci Palmach se ke konci války účastnili osvobozování Itálie v řadách Židovské brigády.
V letech 1945–1946 byli jednotky Palmach nasazovány v útocích proti britské infrastruktuře v Palestině tj. proti radarovým a policejním stanicím, proti železnici či mostům. Tyto aktivity byly ale ukončeny 29. června 1946, když při tzv. Černém šabatu pozatýkali Britové velkou část velitelů Palmach a Hagany.
Při Válce za nezávislost v roce 1948 sehrály jednotky Palmach významnou roli, když dokázaly bránit židovské osady proti arabským milicím. Přestože byly početně slabší a hůře vyzbrojené než arabské jednotky, dokázali jejich příslušníci udržet pozice do té doby, než Hagana provedla mobilizaci židovského obyvatelstva a připravila se na válku.
Později, již jako příslušníci Negevské a Jiftašké brigády se palmachnici účastnili v Negevu bojů proti egyptské armádě.

## Struktura organizace
Palmach byl organizován do kompanií (v roce 1943 jich měl šest) a pěti či šesti zvláštních jednotek
Zvláštní jednotky Palmach byly tvořeny:
- Německá četa (ha-Machlaka ha-germanit): tajné oprace a sabotáže proti nacistickým strukturám na Středním východě a na Balkáně
- Arabská četa (ha-Machlaka ha-aravit): tajné operace zaměřené proti arabským milicím napadajícím židovská sídla.
- Syrská četa
- Paljam: námořní jednotka vytvořená v roce 1943, zaměřovala se na podvodní sabotáže a pobřežní aktivity, většina akcí Paljamu byla spojena s ochranou lodí přepravující do Palestiny židovské imigranty
- Sabotážní jednotka: specialisté na výbušniny (z jednotky později vzniklo ženijní vojsko v rámci IOS)
- Vojenské letectvo: bylo tvořeno židovskými piloty, přestože až do roku 1948 neměly židovské jednotky k dispozici jediné letadlo.

Bojovým pokřikem velitelů Palmachu byla fráze „אחרי!‎“ (Acharaj!, Za mnou!) což znamenalo, že velitelé své jednotky do útoku vedli a nezůstávali sami vzadu.

## Palmach v politice a kultuře
Palmach byla levicová organizace klonící se k levicovým stranám. Někteří z jeho vůdců, např. Jigal Alon či Jicchak Sade, měli blízko k Mapam a stáli v opozici vůči Davidu Ben Gurionovi a vládnoucí Mapaj. Jejich orientace byla hlavním důvodem, proč Ben Gurion v roce 1948 ukončil činnost Palmach. Přesto příslušníci Palmach nikdy nebyli politicky jednotný kolektiv s jedinou ideologií. V počátcích Státu Izrael je bylo možné najít ve všech stranách.
Nejznámějším palmachnikem v izraelské politice byl Jicchak Rabin ze Strany práce. Z dalších to byli např. Moše Dajan, Chaim Bar-Lev či Mordechaj Gur.
Kromě jiných oblastí měla Palmach velký vliv i na izraelskou „cabar“ kulturu. Mezi aktivity palmachniků patřilo sezení kolem ohně, jídlo, vyprávění, zpěv či výlety. To se později stalo oblíbenou činností ostatních Izraelců. Kromě toho Palmach přispěla i velkým množstvím anekdot, vtípků, „čizbatim“ (krátkých veselých příběhů postavených na přehánění), písní a knih.